# Cantó de Cucet Sud
El cantó de Cucet Sud és un cantó francès del departament de l'Alier, situat al districte de Vichèi. Té 8 municipis i part del de Cucet.

## Municipis
- Abrèt
- Busset
- La Chapela
- Cucet
- Mariol
- Molles
- Saint-Yorre
- Le Vernet

## Història
| Data d'elecció                           | Identitat       | Partit                     | Qualitat |
| ---------------------------------------- | --------------- | -------------------------- | -------- |
| 1985-1998                                | René Copet      | UDF, després Divers droite |          |
| 1998-                                    | Gérard Charasse | PRG                        |          |
| les dades anteriors no són pas conegudes |                 |                            |          |
|                                          |                 |                            |          |

## Demografia
| 1962 | 1968 | 1975 | 1982 | 1990   | 1999   | 2007   |
| ---- | ---- | ---- | ---- | ------ | ------ | ------ |
| -    | -    | -    | -    | 13.750 | 13.676 | 14.325 |